# Festival (film sud-coréen, 1996)
Pour les articles homonymes, voir Festival (homonymie).
Pour plus de détails, voir Fiche technique et Distribution.
Festival (축제, Chukje) est un film sud-coréen réalisé par Im Kwon-taek, sorti en 1996.

## Synopsis
Un écrivain rentre dans sa famille pour l'enterrement de sa mère et de vieilles querelles se réveillent.

## Fiche technique
- Titre : Festival
- Titre original : 축제 (Chukje)
- Réalisation : Im Kwon-taek
- Scénario : Yook Sang-hyo d'après le roman de Lee Chung-joon
- Musique : Kim Su-chol
- Photographie : Park Seung-bae
- Montage : Park Sun-duk
- Production : Lee Tae-won
- Société de production : Taehung Pictures
- Pays :  Corée du Sud
- Genre : Drame
- Durée : 108 minutes
- Dates de sortie : 
  -  Corée du Sud : 6 juin 1996

## Distribution
- Ahn Byeong-kyeong : Sae-mal A-jae
- Ahn Sung-ki : Lee Joon-sup
- Lee Eol : Won-il
- Kim Gyung-as : la vieille sœur
- Han Eun-jin : la mère de Joon-sup
- Jeong Seon-kyeong
- Kim Jong-goo
- Jung Kyung-soon : Jang Hye-rim
- Lee Geum-ju : Choi Ji-hyeon
- Nam Jung-hee
- Oh Jung-hae : Lee Yong-soon

## Distinctions
Le film a reçu le Blue Dragon Film Award du meilleur film.